# Biserica de lemn din Copăceni (Racovița)

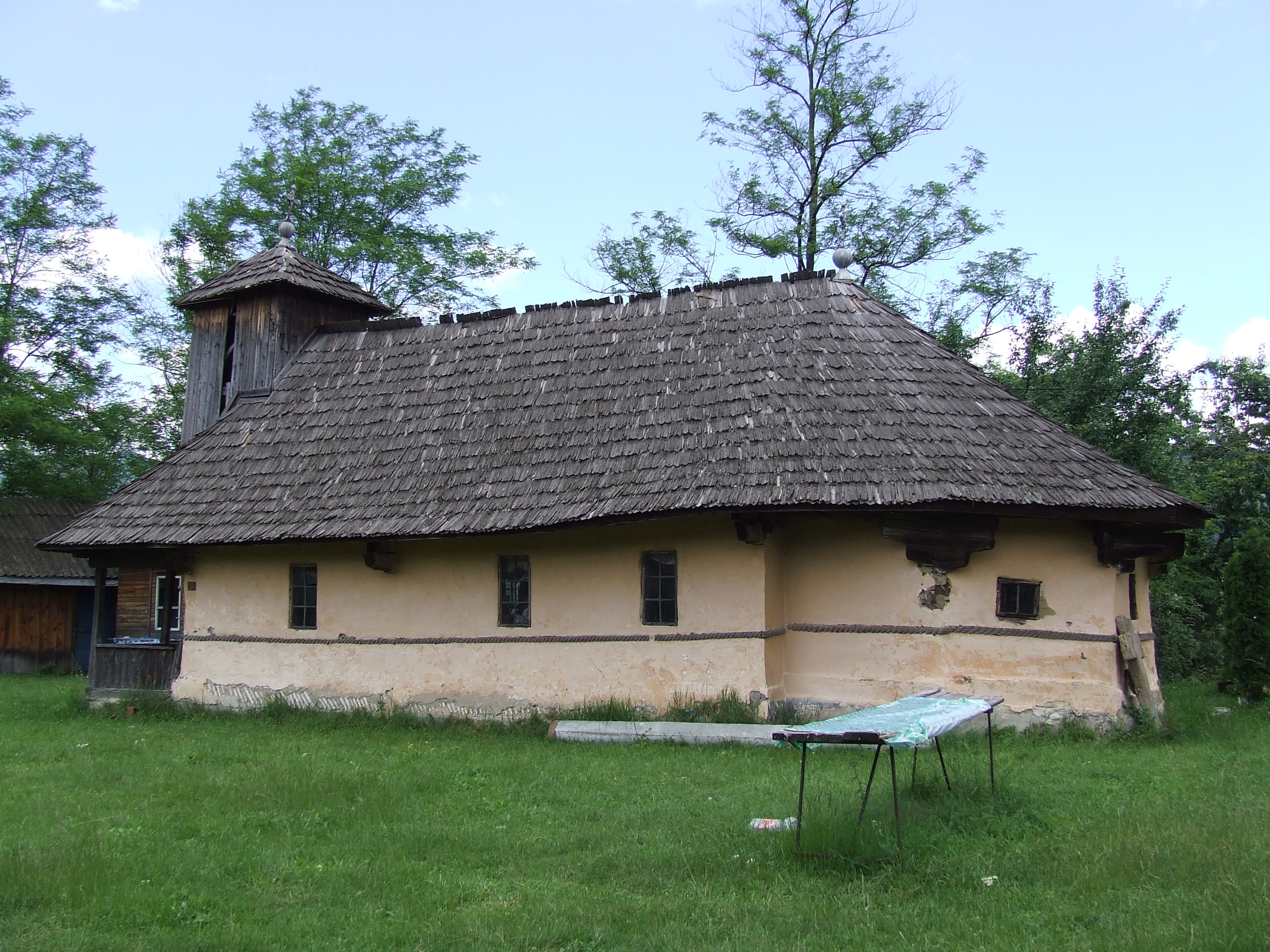
Biserica de lemn din Copăceni (Racoviţa), 2009

Pisania bisericii deasupra trecerii din pronaos în naos. Foto: 2009

Biserica de lemn din Copăceni (Racovița) se află în localitatea Copăceni, comuna Racovița, județul Vâlcea. Biserica a fost ridicată în anul bizantin 7313, adică anii 1804-1805 de la Nașterea lui Christos. Poartă hramul „Sfântul Nicolae” și „Sf. Filofteia”. Biserica este înscrisă pe noua listă a monumentelor istorice, LMI 2004: cod LMI VL-II-m-B-09729.

## Istoric
Conform legendei, biserica a fost adusă din Ardeal, mai întâi în Mălaia și apoi pe locul actual. Sculptura trădează asemănări cu alte biserici din nordul Olteniei, de la începutul secolului 19, ceea ce o leagă de tradiția constructivă de la sud de munți. Nu este exclusă totuși o mutare din Mălaia sau altă localitate olteană, dat fiind firescul acestei practici la bisericile de lemn, existând și câteva exemple de acest fel în regiune. O demontare, transportare și reclădire pe un loc nou lasă semne de mutare pe bârnele construcției, care pot fi identificate la o renovare. Prezența sau absența acestora sub tencuiala exterioară pot confirma sau infirma tradiția păstrată în jurul bisericii.
Anul ridicării bisericii a fost transmis într-o „însemnare” peste intrarea în naosul bisericii. Textul însemnării, scris în slova veacului 19, într-o grafie de tranziție chirilică-latinească, reține următoarele: „Aciastă sfântă biserică sau făcut de mine protopop[u]l Ioan, Ilinca ere[i]ța, și Andrei Brăileanu, Ili[n]ca la leat 7313 și li anul 1865 sa zugrăvit cu toate cheltuielile d-lor Mihalache Boncescu din R. Vâlcea, Mitu Stelea, Ana Matei, S. Canfira, Andrei V. Floarea, Pavel Bă..., Petre, Pătru, Mariea, Stancu, Năstase, Dumitra, preotu Matei, Ioana ereița, Ghe[orghe] Bradeianul, Nită Brădencul, Floarea, Gheorghie, Stanca, Ion, Matei, Maria, 1865.” Anul construcției este redat în era bizantină 7313, adică anii 1804-1805 ai erei noastre. Zugrăvitul este datat din 1865.  

## Imagini exterioare

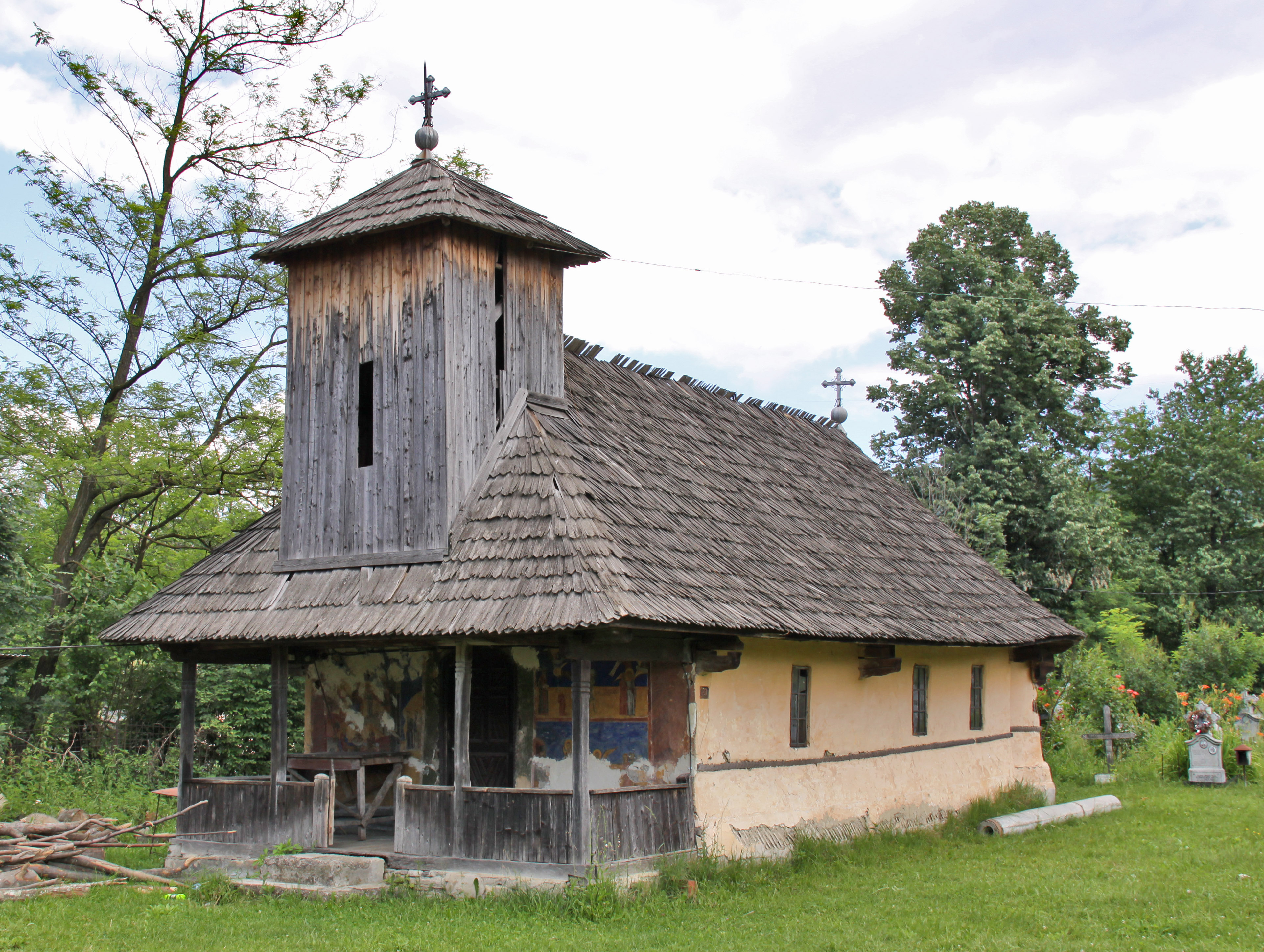
sud-vest
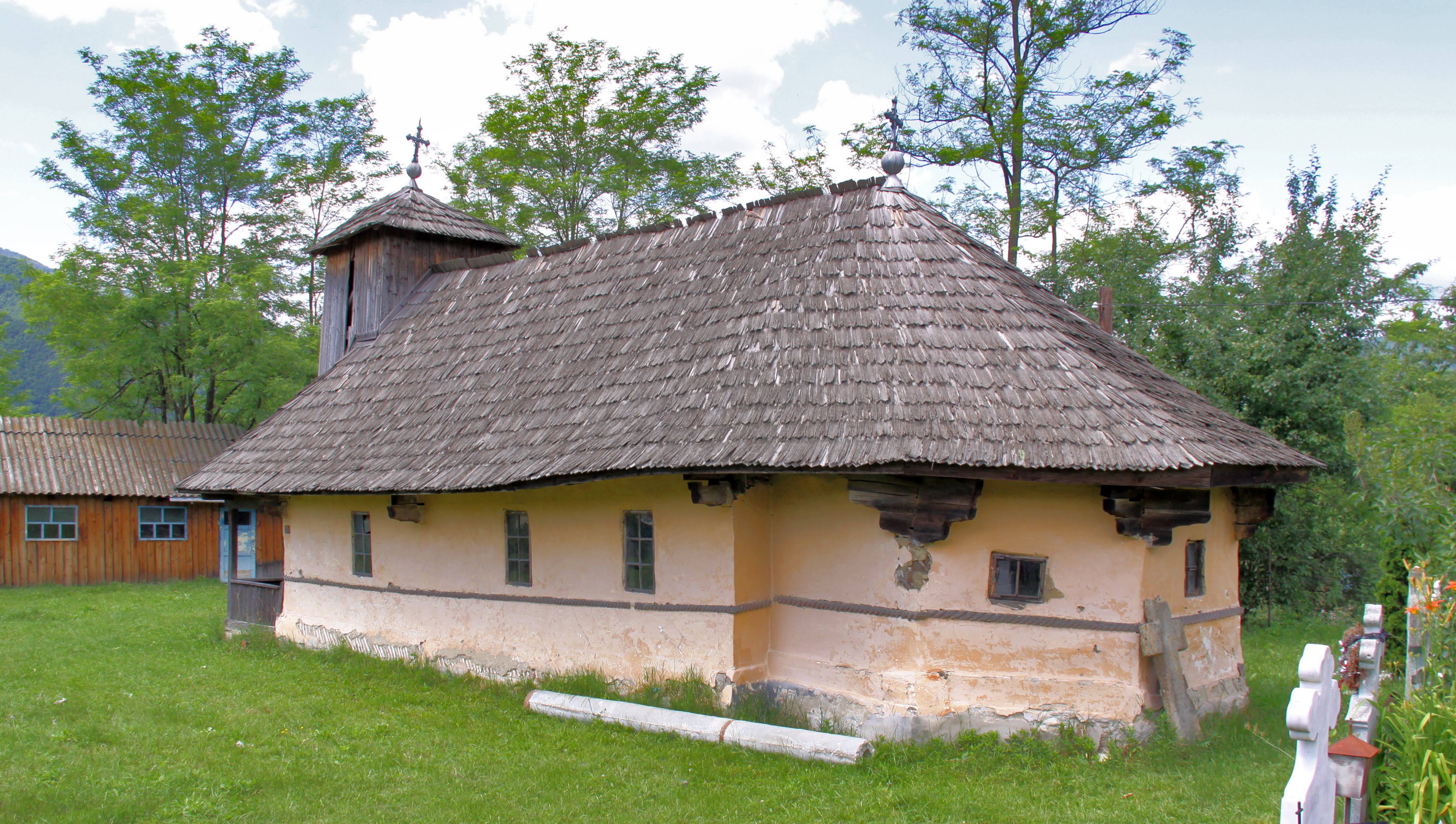
sud-est
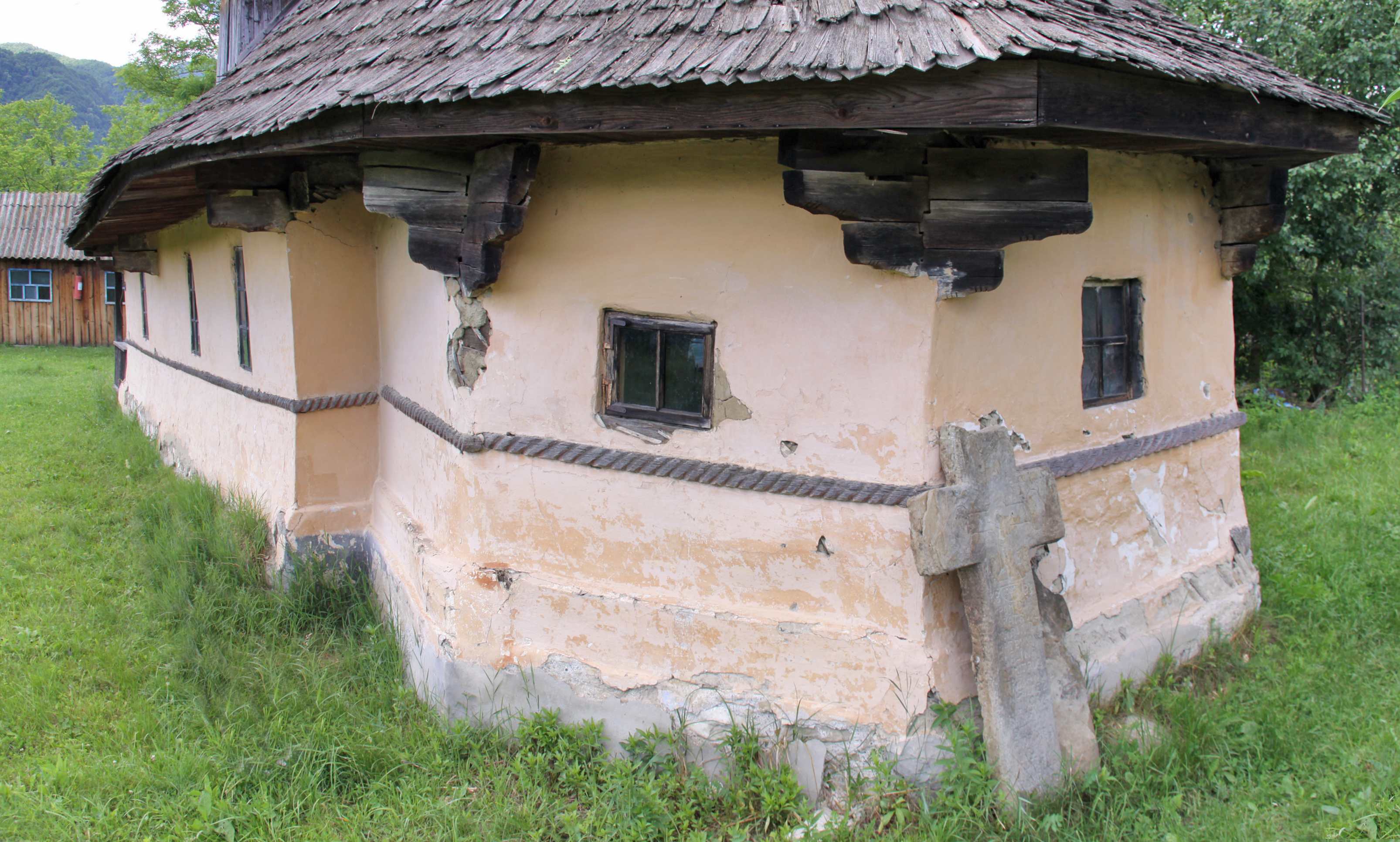
altar hexagonal
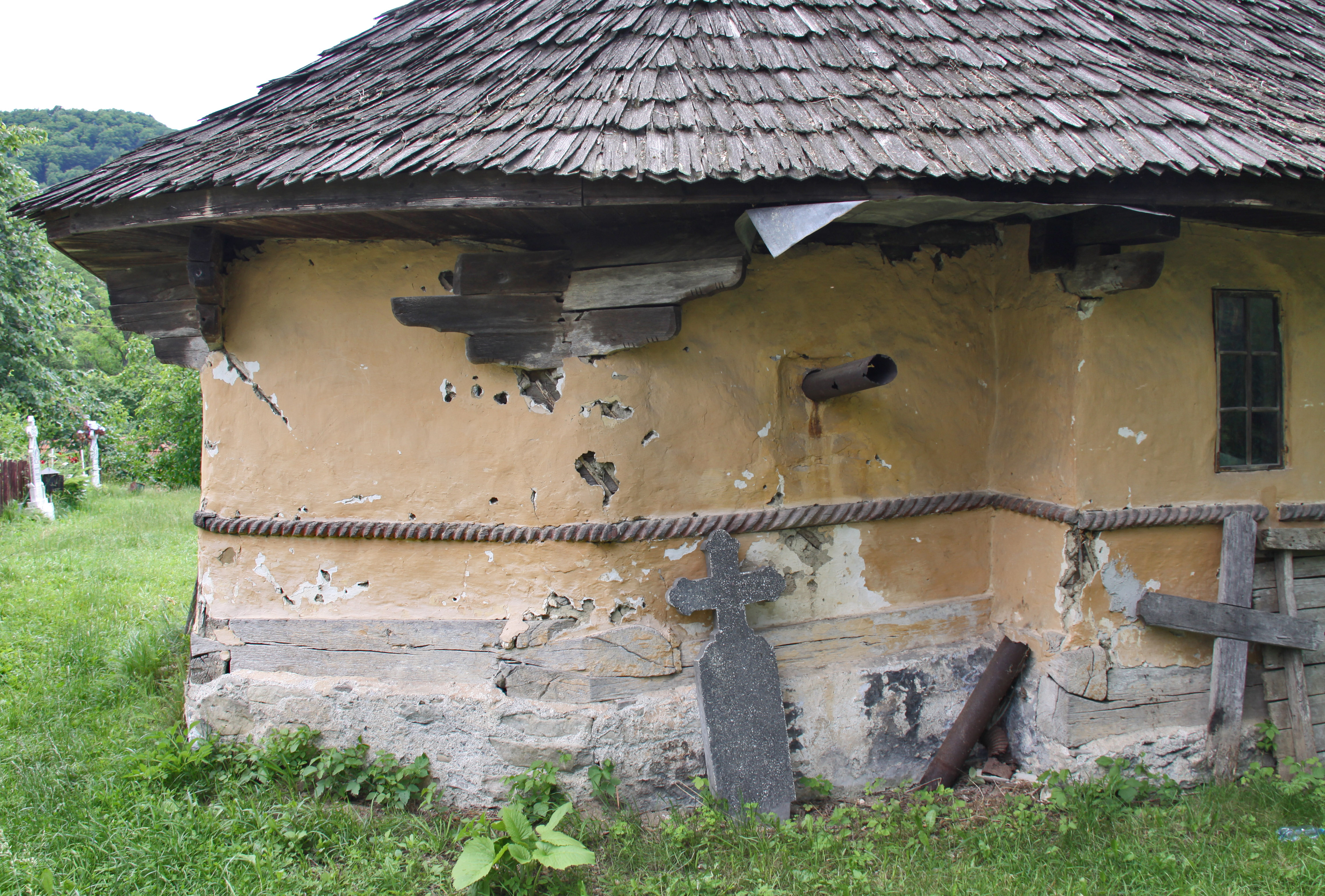
altar, nord
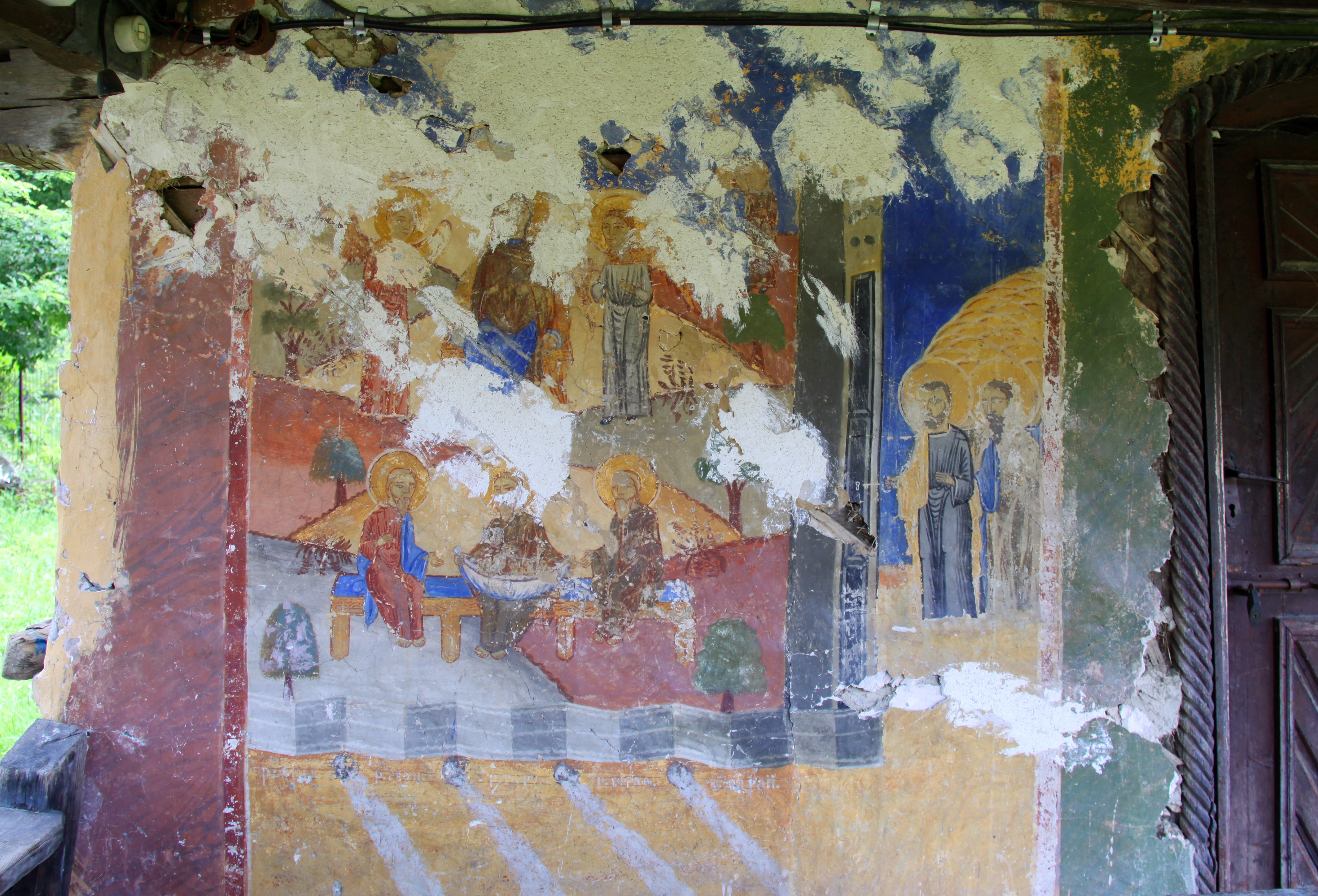
Noul Ierusalim
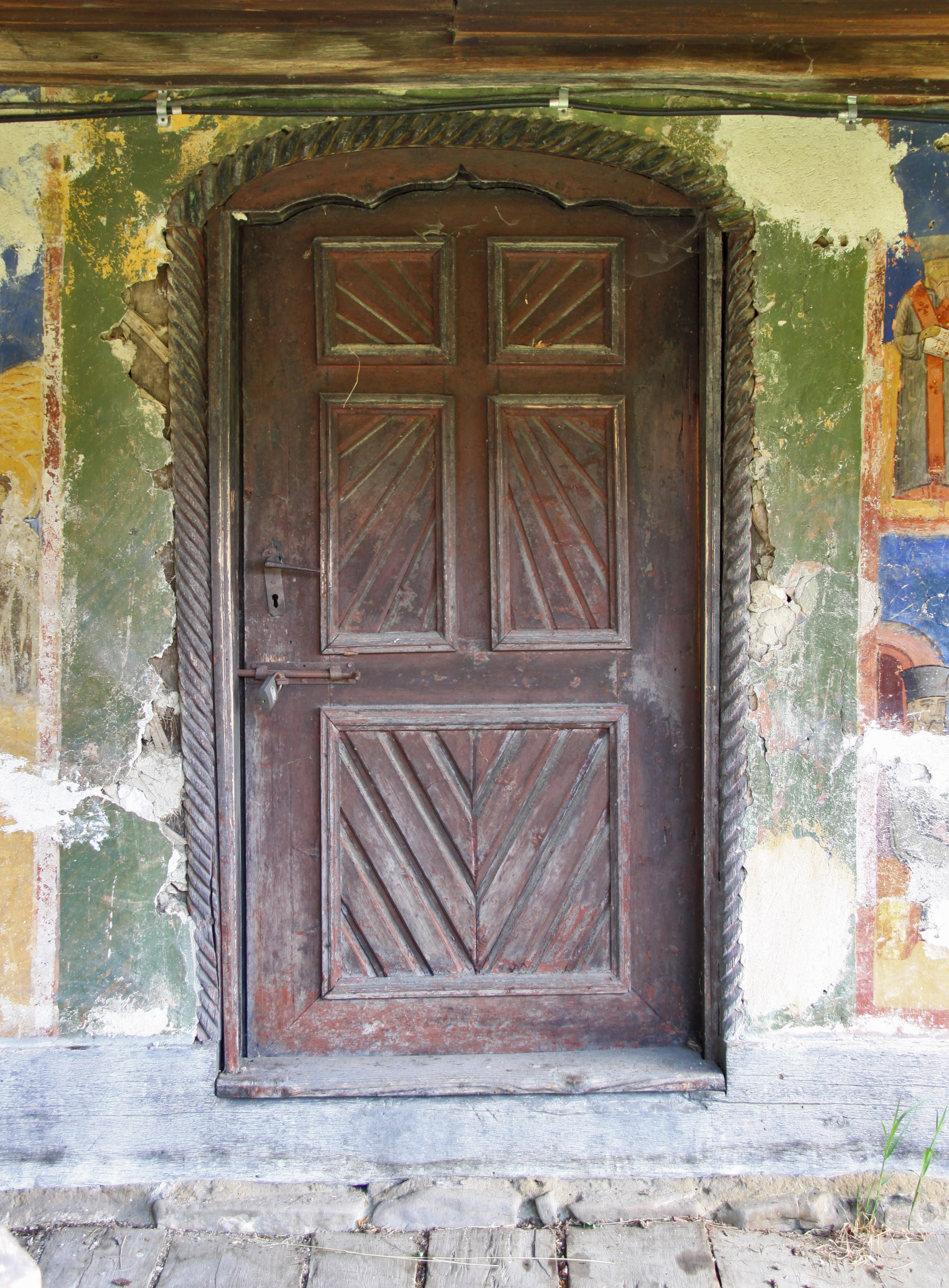
intrare
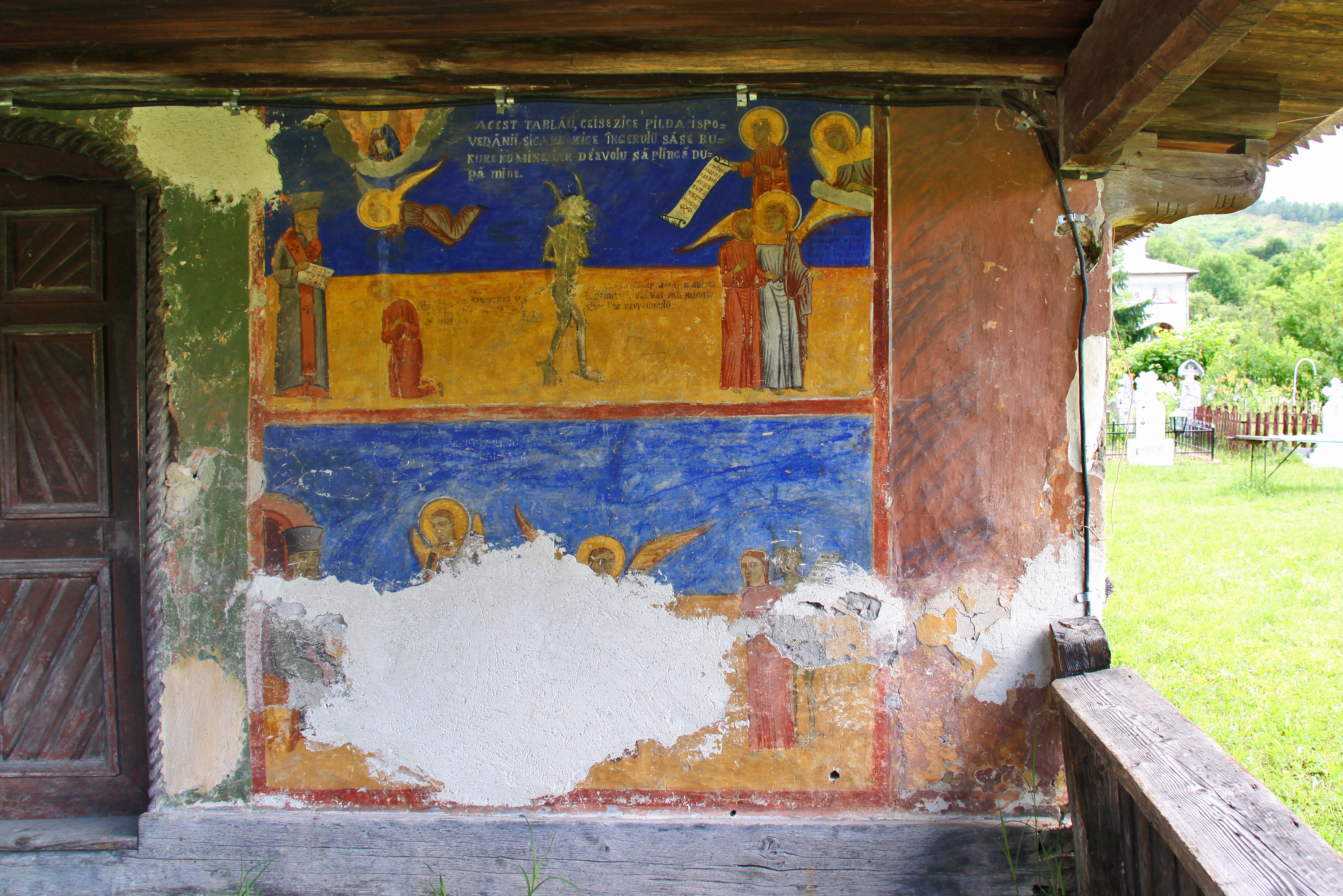
pilda spovedaniei

## Imagini interioare

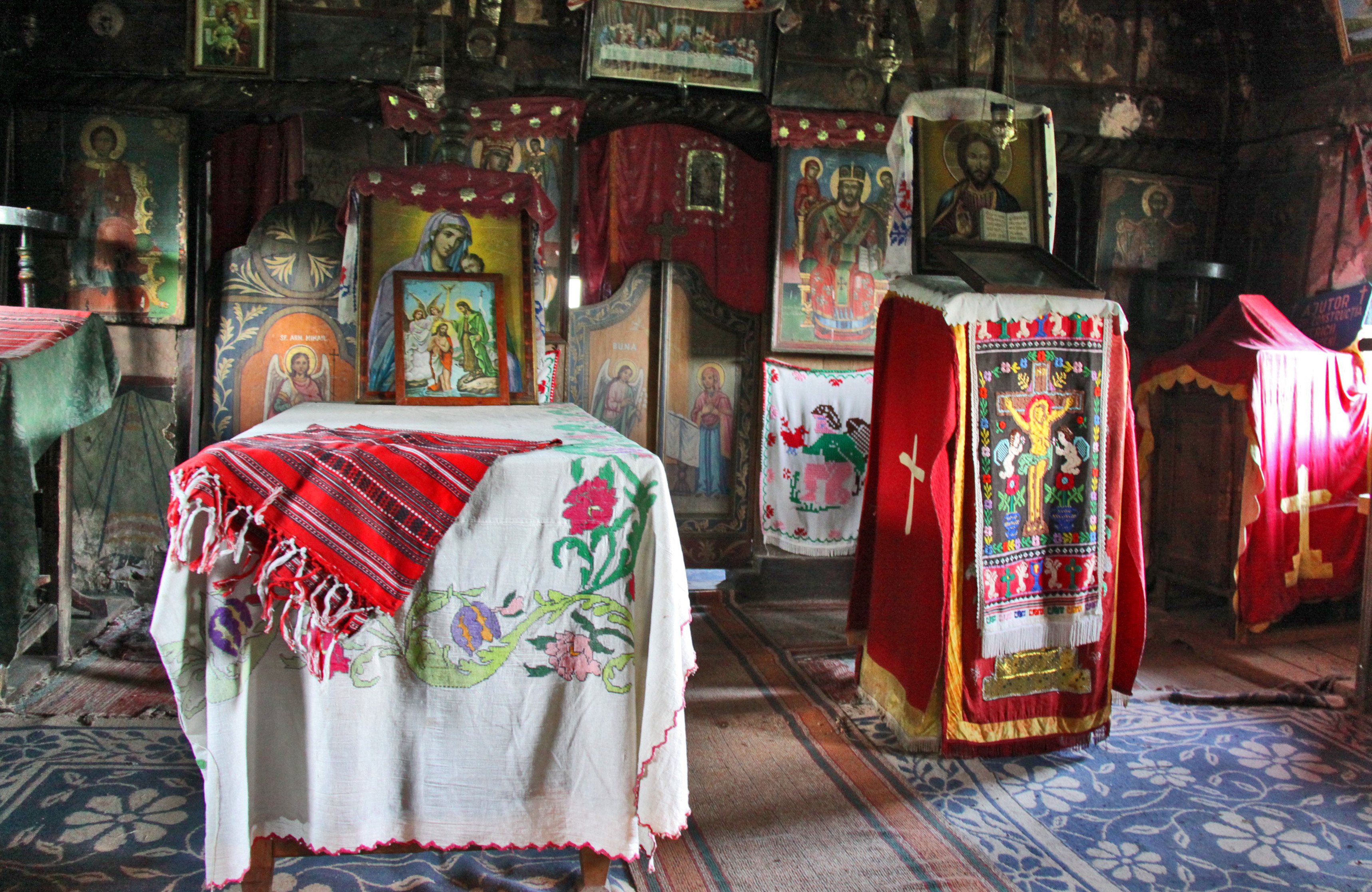
naos
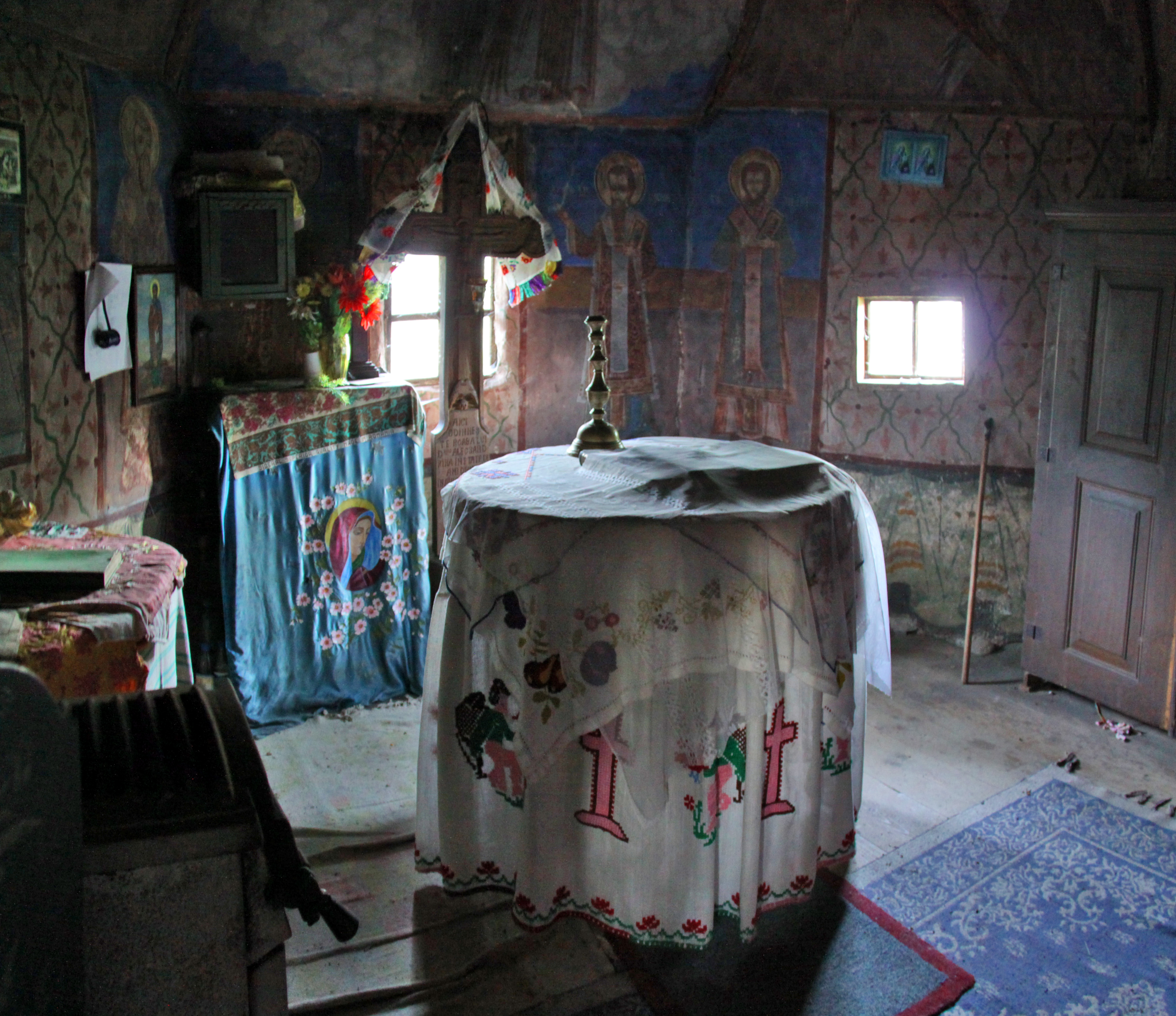
altar
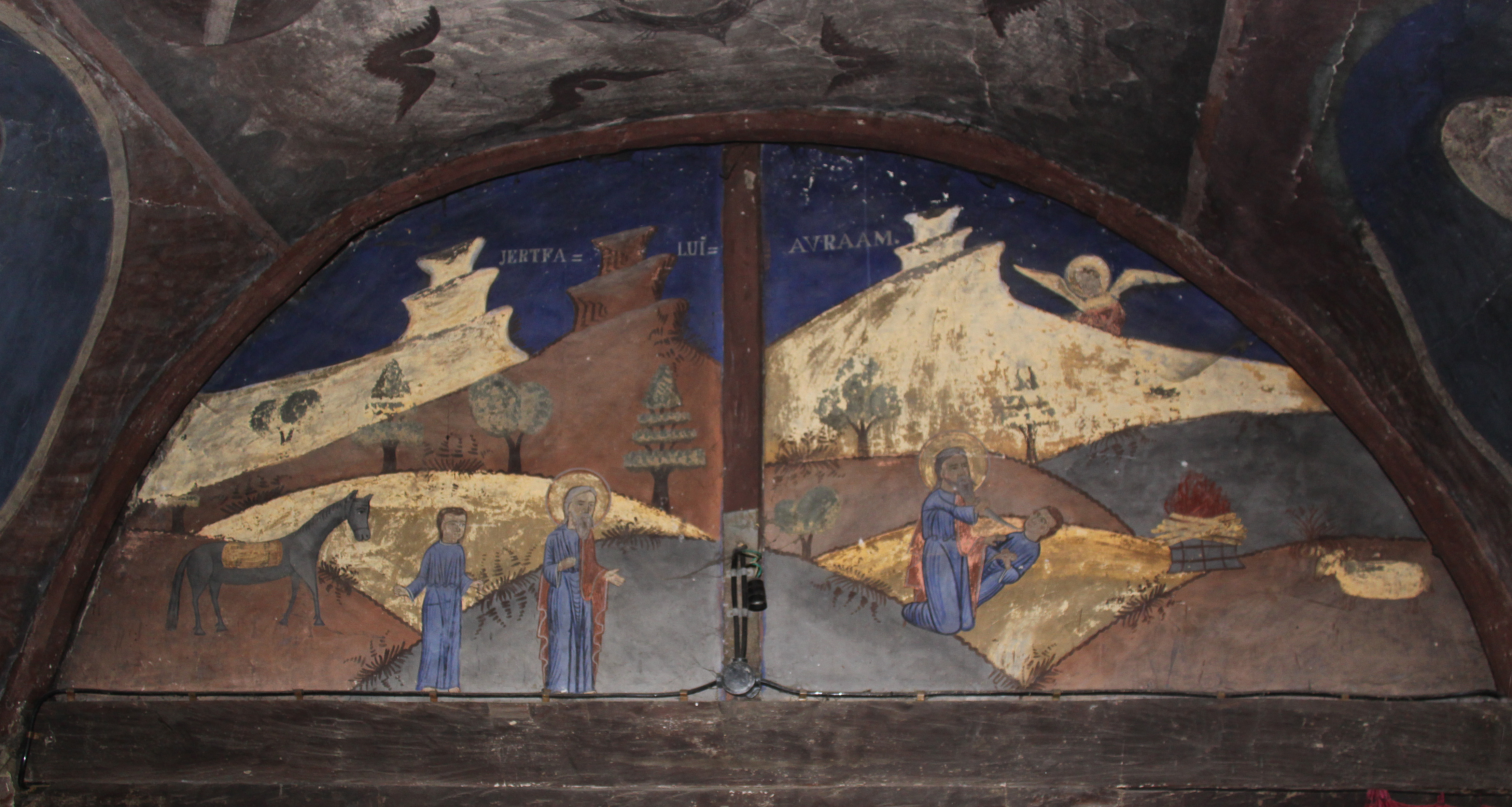
dosul tâmplei